# Battaglia di Durham
La battaglia di Durham, nota anche come la battaglia di Neville's Cross, fu combattuta ad ovest di Durham (Inghilterra), il 17 ottobre 1346.

## Scenario
A partire dalla metà del 1346, si era fatta plausibile l'eventualità che il re Edoardo III d'Inghilterra fosse intenzionato a rompere la tregua di Malestroit e riprendere la guerra, poi conosciuta con il nome di guerra dei cent'anni, contro la Francia. Come conseguenza dell'Auld Alliance fra Francia e Scozia e del timore di Filippo VI di Francia dell'imminente invasione inglese del nord della Francia (una zona in cui i francesi non avevano ancora preparato adeguate difese), Filippo VI mandò a Davide II di Scozia numerose richieste d'assistenza per affrontare la minaccia inglese. Sebbene gli appelli di Filippo VI si fossero fatti particolarmente insistenti nel giugno del 1346 (quando gli inglesi avevano predisposto numerose truppe a sud dell'Inghilterra), l'offensiva scozzese contro gli inglesi non iniziò prima dell'ottobre di quello stesso anno.
Il 7 ottobre gli scozzesi varcarono il confine con l'Inghilterra con un esercito di circa 12 000 uomini. Gli scozzesi si aspettavano di trovare l'Inghilterra settentrionale relativamente indifesa, per il fatto che Edoardo III stava conducendo la campagna in Francia. Tuttavia, la disposizione tattica e strategica di Davide II non fu sufficiente per mettere a frutto l'effetto sorpresa dell'invasione scozzese. Dopo aver preso Liddesdale ed aver sorpassato Carlisle dopo aver ricevuto un riscatto, gli scozzesi procedettero verso Durham e lo Yorkshire a seguito di una marcia di oltre una settimana. Lungo il cammino, saccheggiarono il monastero di Hexham e fecero terra bruciata sulla propria strada. L'esercito scozzese giunse a Durham il 16 ottobre e si stanziò a Bearpark, dove gli scozzesi richiesero alla città il pagamento £1 000 entro il 18 ottobre.
Senza che però gli scozzesi ne fossero a conoscenza, gli inglesi avevano già disposto delle truppe per una sorta d'invasione. Una volta che gli scozzesi invasero l'Inghilterra settentrionale, un'armata fu immediatamente mobilitata a Richmond, sotto la supervisione di William Zouche, arcivescovo di York. L'esercito inglese non contava tuttavia in un nutrito numero di uomini e le stesse truppe furono divise in due gruppi: 3 000-4 000 uomini da Cumberland, Northumberland e Lancashire, con altri 3 000 soldati dallo Yorkshire in marcia. Date le truppe stanziate per l'assedio di Calais, non fu possibile disporre ulteriori uomini per la difesa dell'Inghilterra del nord; inoltre, il 14 ottobre l'arcivescovo William Zouche decise di non attendere oltre i rinforzi dallo Yorkshire e si mosse verso il castello di Barnard.

## La battaglia
Gli scozzesi vennero a conoscenza della presenza di un esercito inglese solo la mattina del 17 ottobre; le truppe sotto il comando di William Douglas si erano infatti imbattute in quest'ultimo durante un saccheggio mattutino a sud di Durham. Le due divisioni dell'esercito inglese respinsero gli scozzesi indietro causando loro pesanti perdite. Una volta informato da Douglas, Davide II guidò l'esercito scozzese su una collina, presso il Neville's Cross (sito di un'antica pietra anglo-sassone posta nel mezzo di un incrocio) e vi dispose gli uomini. Sia gli scozzesi che gli inglesi disposero i propri soldati in tre differenti battaglioni.
Sebbene gli scozzesi fossero considerati in una posizione svantaggiata (c'erano numerosi ostacoli fra loro e la postazione degli inglesi), l'esercito venne disposto in modo tale che fosse pronto a difendersi anziché ad attaccare, attendendo perciò l'assalto inglese. Comunque, anche gli inglesi assunsero una posizione difensiva, essendo consapevoli della posizione potenzialmente vantaggiosa che avevano acquisito. La situazione di stallo proseguì fino al pomeriggio, quando gli inglesi inviarono gli archilunghi avanti affinché bersagliassero le linee scozzesi; gli arcieri riuscirono nel loro intento ed indussero gli scozzesi ad attaccare. La posizione svantaggiata degli scozzesi frammentò progressivamente la formazione assunta dall'esercito nell'atto di attaccare: ciò permise agli inglesi di resistere facilmente all'assalto scozzese. Quando fu chiaro che la battaglia stava andando a favore degli inglesi, Robert Stewart ed il conte di March si ritirarono, lasciando il battaglione di Davide II ad affrontare il nemico da solo. Più tardi, la sera, anche il battaglione del re tentò la ritirata, ma fallì ed il re stesso fu catturato, mentre il resto dell'armata scozzese fu inseguito dagli inglesi per oltre venti miglia.